# Sonate voor piano (Weinberg)
De Sonate voor piano is een compositie van Mieczysław Weinberg. 
Weinberg had er al drie pianosonates opzitten, toen hij in 1950-1951 een sonatine voor piano (opus 49) schreef. Het was een werk dat vooral moest passen binnen de richtlijnen van de Sovjet-Unie onder Jozef Stalin. De muziek moest begrijpelijk zijn voor het arbeidersvolk. Veel later toen er een vrijer regime gold op cultuurgebied, herschreef hij de sonatine tot een volledige sonate (opus 49bis). Weinberg gaf er geen nieuw opusnummer aan.
De sonate is opgedragen aan Dmitri Sjostakovitsj, steun en toeverlaat van Weinberg. De sonate bestaat uit drie delen:
- Allegro leggiero
- Andantino
- Allegretto